# Archierato
Archierato is een geslacht van uitgestorven weekdieren uit de klasse van de Gastropoda (slakken).

## Soorten
- Archierato accola (Laws, 1935) †
- Archierato antiqua (P. Marshall, 1919) †
- Archierato aucklandica (Dell, 1950) †
- Archierato pyrulata (Tate, 1890) †
- Archierato simulacrum Laws, 1939 †
- Archierato zepyrulata Laws, 1939 †